# Église Sainte-Catherine-d'Alexandrie de Pise

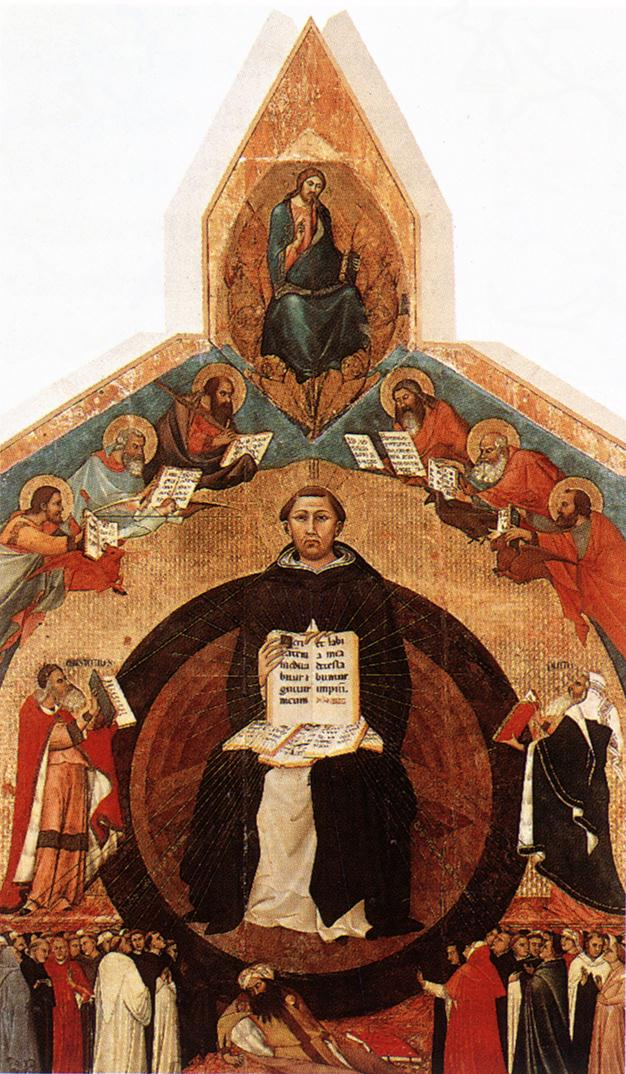
Triomphe de saint Thomas d'Aquin par Lippo Memmi.

Pour les articles homonymes, voir Église Sainte-Catherine-d'Alexandrie et Église Sainte-Catherine.
L'église Sainte-Catherine-d'Alexandrie (italien : chiesa di Santa Caterina d'Alessandria) est une église catholique romaine de style gothique située à Pise, en Toscane.

## Histoire
L'endroit est mentionné pour la première fois en 1211, puis associé à un hôpital. L'édifice  a été construit entre 1251 et 1300, sur commande par saint Dominique et confié aux frères de son ordre.

## Extérieur
La façade achevée en 1326 est de style gothique. Sa façade est en marbre blanc et gris, avec un fronton triangulaire comportant une rosace centrale entre deux ordres de petites loggias gothiques.

## Intérieur
L'intérieur, après un incendie en 1651, est constitué d'une  grande salle. Rénovée au XVIIIe siècle, elle abrite des œuvres de Lippo Memmi (Triomphe de saint Thomas, 1323), Fra Bartolomeo (Madone avec les saints Pierre et Paul, 1511), Santi di Tito, Aurelio Lomi (Martyre de sainte Catherine), Raffaello Vanni, Pier Dandini (XVIe et XVIIe siècles) et des sculptures en marbre d'Andrea Pisano (tombeau de l'archevêque Simone Saltarelli, 1343) et de son fils Nino Pisano (Annonciation, 1368) et le tombeau de Gherardo Compagni, décoré d'une statue Pietà de la fin du XVIe siècle.
La chaire en bois du XVIIe siècle est celle qui selon la tradition servait au prêche de saint Thomas d'Aquin.
En 1320, Simone Martini exécuta pour cette église le Polyptyque de sainte Catherine d'Alexandrie, transféré ensuite au Musée San Matteo de Pise.

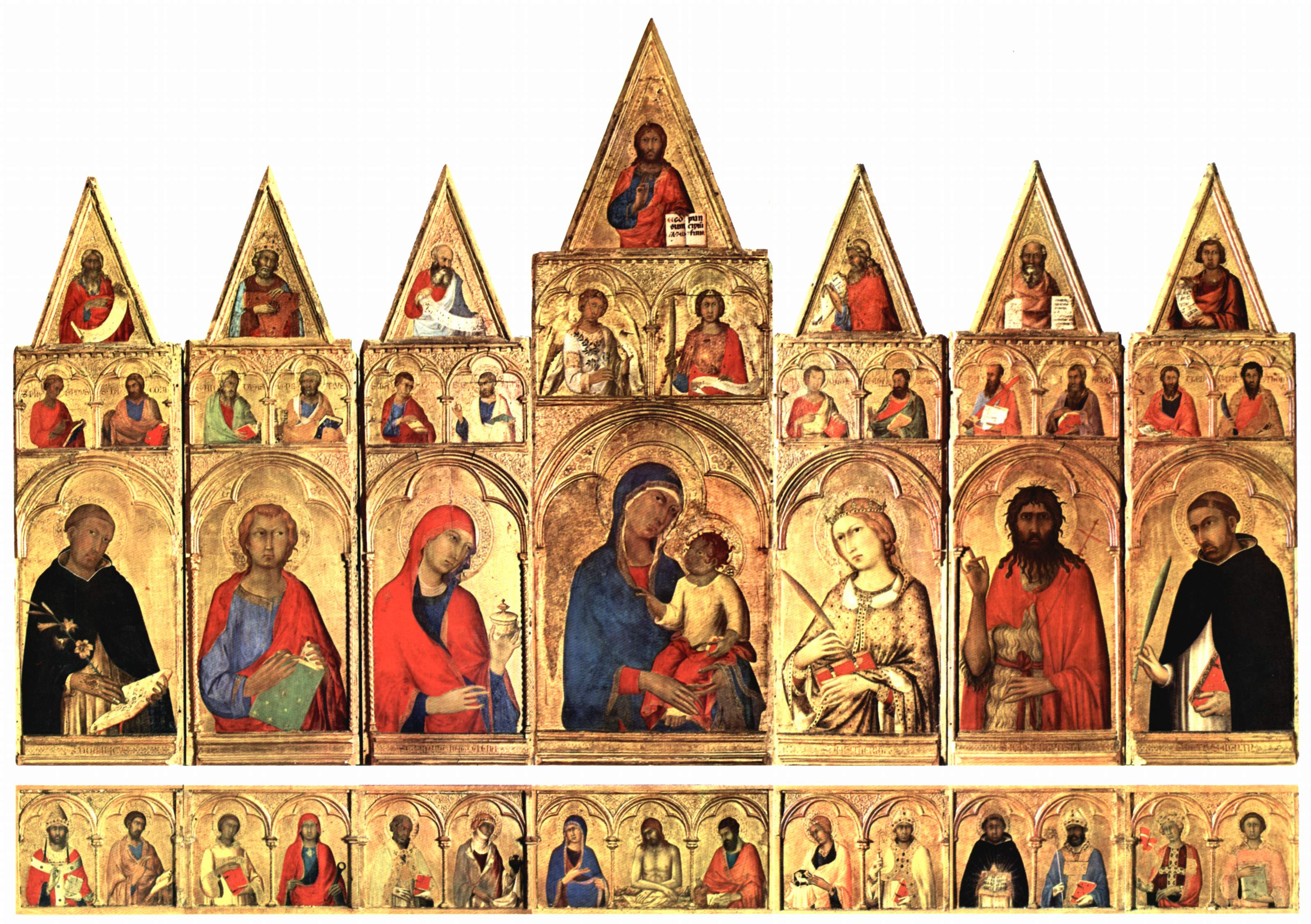
Polyptyque de sainte Catherine d'Alexandrie.

L'église est flanquée d'un campanile aux fenêtres à meneaux, attribué à Giovanni di Simone.